# Кирпичный Завод (Хиславичский район)
Кирпичный Завод — посёлок в Хиславичском районе Смоленской области России. Входит в состав Хиславичского городского поселения. Население — 52 жителя (2007 год).
Расположена в юго-западной части области в 1 км к северу от Хиславичей, в 29 км западнее автодороги А141 Орёл — Витебск. В 32 км юго-восточнее посёлка расположена железнодорожная станция Стодолище на линии Смоленск — Рославль.

## История
В годы Великой Отечественной войны посёлок была оккупирована гитлеровскими войсками в июле 1941 года, освобождена в сентябре 1943 года.